# 1717 Broadway
1717 Broadway är en skyskrapa som ligger på Manhattan i New York, New York i USA.
Byggnaden uppfördes mellan 2011 och 2013 som en fastighet för hotellverksamhet till en kostnad på 160 miljoner amerikanska dollar. Den är 229,6 meter hög och har 67 våningar. I skyskrapan återfinns det två hotellkedjor, som ägs av Marriott International, och har totalt 639 hotellrum. Courtyard (Courtyard New York Manhattan/Central Park) har 378 hotellrum på våningarna 6–33 medan Residence Inn (Residence Inn New York Manhattan/Central Park) har 261 hotellrum på våningarna 37–65.